# Trần Văn Đế
Trần Văn Đế (chữ Hán: 陳文帝; 522 – 566), tên húy là Trần Thiến (giản thể: 陈蒨; phồn thể: 陳蒨; bính âm: Chén Qiàn), tên tự Tử Hoa (子華), là một hoàng đế của triều đại Trần thời Nam-Bắc triều trong lịch sử Trung Quốc. Ông là chất tôn của vị hoàng đế khai quốc Trần Bá Tiên (Trần Vũ Đế).
Sau khi Vũ Đế qua đời vào năm 559, các quan trong triều đã tôn ông làm hoàng đế do khi đó nhi tử duy nhất còn sống của Trần Bá Tiên- Trần Xương- đang bị kình địch Bắc Chu bắt giữ. Khi ông đăng cơ, đất nước đã bị tàn phá do chiến loạn, và nhiều châu chỉ trung thành với ông trên danh nghĩa còn trên thực tế thì giống như các quân phiệt cát cứ tương đối độc lập. Trong suốt thời gian cai trị của mình, ông đã tiến hành củng cố đất nước bằng việc chống lại các quân phiệt, và ông cũng đoạt lấy lãnh thổ của Tây Lương kình địch, khuếch trương rất lớn về mặt lãnh thổ và sức mạnh.

## Thời Lương
Trần Thiến sinh năm 522, là trưởng tử của Trần Đạo Đàm (陳道譚)- Đông cung trực cáp tướng quân của triều Lương. Khi phản tướng Hầu Cảnh tấn công và bao vây kinh đô Kiến Khang vào năm 548, Trần Đạo Đàm tham gia vào việc phòng thủ kinh đô, chỉ huy nỗ thủ, và bị một mũi tên đi lạc giết chết. Trong tình cảnh nhiễu loạn, để tránh nạn cướp bóc thường diễn ra ở vùng nông thôn, Trần Thiến đã về quận quê nhà của họ Trần- Ngô Hưng (吳興, nay gần tương ứng với Hồ Châu, Chiết Giang) và gặp Hàn Tử Cao. Sau khi thúc phụ Trần Bá Tiên tham gia chiến dịch của Tương Đông vương Tiêu Dịch nhằm chống lại Hầu Cảnh, Hầu Cảnh đã cho bắt giữ cả Trần Thiến và nhi tử của Trần Bá Tiên là Trần Xương và giam cầm họ. Chỉ sau khi quân của Nguyên Đế (dưới sự thống lĩnh của Vương Tăng Biện và Trần Bá Tiên) chiến thắng trước Hầu Cảnh, Trần Thiến và Trần Xương mới được tự do, Trần Thiến gia nhập vào đội quân của thúc phụ. Trần Thiến nhanh chóng thể hiện được bản thân trong các chiến dịch tiễu phỉ, và ông trở thành một trong các tướng lĩnh được Trần Bá Tiên tin cậy.
Năm 554, quân Tây Ngụy công chiếm kinh đô Giang Lăng của Lương Nguyên Đế, sau đó sát hại Lương Nguyên Đế vào khoảng tết năm 555. Tây Ngụy tuyên bố đưa chất tôn của Nguyên Đế là Tiêu Sát lên làm hoàng đế, song Vương Tăng Biện và Trần Bá Tiên đã từ chối công nhận Tiêu Sát là quân chủ. Họ nghênh đón nhi tử duy nhất còn sống của Nguyên Đế là Tiêu Phương Trí đến Kiến Khang, chuẩn bị tuyên bố Tiêu Phương Trí là hoàng đế. Tuy nhiên, do chịu sức ép từ Bắc Tề, Vương Tăng Biện đã chấp thuận đưa Tiêu Uyên Minh lên ngôi vào mùa hè năm 555. Trần Bá Tiên bất mãn trước việc Tiêu Uyên Minh đăng cơ nên vào mùa thu cùng năm, ông ta đã tấn công vào Kiến Khang, giết chết Vương Tăng Biện và phế Tiêu Uyên Minh. Trần Bá Tiên đưa Tiêu Phương Trí lên ngôi, tức Kính Đế.
Trước khi thực hiện hành động chống lại Vương Tăng Biện, Trần Bá Tiên đã tính đến khả năng nữ tế của Vương là Đỗ Kham (杜龕)- Ngô Hưng quận thái thú- sẽ chống lại mình. Do đó, Trần Bá Tiên đã bí mật phái Trần Thiến quay trở về huyện nhà Trường Thành (長城) để chuẩn bị chặn đứng Đỗ Kham nếu ông ta cố gắng đến cứu viện cho Vương Tăng Biện. Đến khi Trần Bá Tiên đạt được thành công một cách quá nhanh chóng, Đỗ Kham cùng với Vi Tái (韋載)- thái thú của Nghĩa Hưng quận (義興, nay gần tương ứng với Vô Tích, Giang Tô), và Vương Tăng Trí (王僧智, huynh đệ của Vương Tăng Biện)- thái thú của Ngô quận (吳郡, nay gần tương ứng với Tô Châu, Giang Tô) đã nổi dậy chống lại Trần Bá Tiên.
Trần Thiến cùng hàng trăm lính trấn thủ tại Trường Thành, và đến khi 5.000 quân của Đỗ Kham tấn công, Trần Thiến vẫn có thể đương đầu, và ngăn không cho quân của Đỗ Kham tấn công Trần Bá Tiên. Trần Bá Tiên đã đến cứu viện, buộc Vi Tái phải đầu hàng, buộc Vương Tăng Trí phải chạy đến chỗ Đỗ Kham, sau đó quay trở về Kiến Khang để đối phó với quân Bắc Tề. Trần Thiến ở lại, cùng đại tướng Chu Văn Dục (周文育) thống soái binh sĩ đối mặt với Đỗ Kham.
Đến mùa xuân năm 556, Trần Thiến đã bí mật thuyết phục bộ tướng Đỗ Thái (杜泰) của Đỗ Kham đầu hàng mình, và sau đó, Đỗ Kham đã bị bắt và bị giết chết. Trần Thiến và Chu Văn Dục sau đó đã có thể giành được Đông Dương châu (東揚州, nay thuộc đông bắc bộ Chiết Giang) từ tay thứ sử Trương Bưu (張彪)- một người trung thành với Vương Tăng Biện. Do Trần Bá Tiên vẫn phải đương đầu với quân Bắc Tề ở Kiến Khang và thiếu nguồn cung ứng lương thực, Trần Thiến đã thu gom gạo và vịt rồi đưa đến Kiến Khang cung cấp cho quân của thúc phụ.

## Dưới thời Trần Vũ Đế
Năm 557, Trần Bá Tiên buộc Lương Tĩnh Đế phải thiện nhượng cho mình, lập ra triều Trần, trở thành Vũ Đế. Ông tấn phong Trần Thiến làm Lâm Xuyên vương. (Nhi tử Trần Xương của Vũ Đế, cùng với nhị đệ Trần Húc của Trần Thiến, đã bị Tây Ngụy bắt vào năm 554.) Trần Đạo Đàm- cha của Trần Thiến- được truy tôn là Thủy Hưng Chiêu Liệt vương, Trần Thiến kế tập tước Thủy Hưng vương của cha.
Vào mùa thu năm 558, tướng Lương Vương Lâm đánh bại và bắt giữ các tướng Chu Văn Củ (周文矩) và Hầu An Đô (侯安都) của quân Trần (song hai người đã trốn thoát sau đó). Trần Vũ Đế trong khi đang điều đình một thỏa thuận hòa bình với Vương Lâm, cũng phái Trần Thiến cùng một hạm đội lớn chuẩn bị tiến đánh Vương Lâm nếu như không có hòa bình. Sau đó, hòa bình giữa hai bên được dàn xếp, song các xung đột ở ranh giới vẫn tiếp tục. Theo lệnh của Trần Vũ Đế, Trần Thiến đã xây dựng một bảo lũy tại Nam Hoàn (南皖, nay thuộc An Khánh, An Huy) để đề phòng trường hợp Vương Lâm tấn công.
Trong lúc Trần Thiến vẫn ở Nam Hoàn, vào hè năm 559, Vũ Đế lâm bệnh và qua đời ngay sau đó. Sau khi tham khảo ý kiến từ Đỗ Lăng (杜稜) và Thái Cảnh Lịch (蔡景歷), hoàng hậu Chương Yêu Nhi đã quyết định không công bố về việc Vũ Đế băng hà và cho triệu Trần Thiến trở về Kiến Khang. Các quan viên triều đình đã quyết định ủng hộ Trần Thiến đăng cơ làm hoàng đế, còn Chương hoàng hậu thì thoạt đầu đã lưỡng lự do hy vọng Trần Xương sẽ trở về, song cuối cùng bà cũng chấp thuận. Trần Thiến lên ngôi hoàng đế triều Trần, tức Trần Văn Đế.

## Trị vì
Trần Văn Đế tôn phong Chương hoàng hậu là thái hậu. Ông lập vương phi Thẩm Diệu Dung là hoàng hậu và lập nhi tử Trần Bá Tông do bà hạ sinh là thái tử. Ông không truy tôn cha Trần Đạo Đàm là hoàng đế, phong nhị đệ Trần Húc là An Thành vương. Tuy nhiên, vào năm 563, bản thân Trần Văn Đế đã bắt đầu cúng tế Trần Đạo Đàm theo nghi lễ hoàng đế.
Hay tin Trần Vũ Đế qua đời, vào đông năm 559, Vương Lâm đã phát động một cuộc tấn công trên quy mô lớn nhằm vào Trần, đánh bại tướng Trần Ngô Minh Triệt (吳明徹). Trần Văn Đế đã phái Hầu Thiến (侯瑱) đi chống Vương Lâm, khiến quân của Vương Lâm lâm vào thế bế tắc mặc dù Vương Lâm khi đó nhận được sự trợ giúp của quân Bắc Tề. Đến xuân năm 560, Hầu Thiến đánh bại Vương Lâm, buộc cả Vương Lâm và Tiêu Trang (người Vương Lâm tôn làm quân chủ) phải chạy sang Bắc Tề. Quân Trần đã đoạt lấy khoảng một nửa lãnh địa của Tiêu Trang, trong khi nửa còn lại thì rơi vào tay Tây Lương (với sự hỗ trợ của Bắc Chu).
Sau khi hay tin Trần Vũ Đế qua đời, Bắc Chu đã cho đưa Trần Xương trở về Trần, song do bị quân của Vương Lâm chặn đường, Trần Xương buộc phải dừng tại An Lục (安陸, nay thuộc Hiếu Cảm, Hồ Bắc). Sau khi Vương Lâm bị đánh bại, Trần Xương tiếp tục hành trình. Khi đi từ An Lục đến Trường Giang, Trần Xương đã viết thư cho Trần Văn Đế với ngôn từ vô lễ, yêu cầu hoàng vị từ Trần Văn Đế. Trần Văn Đế đã triệu Hầu An Đô đến, nói rằng có lẽ mình nên nhượng lại hoàng vị cho Trần Xương và chấp thuận làm một vương tước. Hầu An Đô đã khuyên can Trần Văn Đế và đề nghị để mình đi "nghênh tiếp" Trần Xương. Trong khi đó, do các hạ thần đề đề nghị phong vương cho Trần Xương, Trần Vũ Đế đã tuyên bố tấn phong Trần Xương là Hành Dương vương. Một tháng sau đó, Trần Xương tiến vào đất Trần và gặp Hầu An Đô. Tuy nhiên, khi đang qua Trường Giang, Hầu An Đô đã sát hại Trần Xương và quăng thi thể xuống Trường Giang. Về đến Kiến Khang, Hầu An Đô tuyên bố rằng Trần Xương trượt chân ngã xuống sông. Để tỏ lòng cảm kích, Trần Văn Đế đã phong Hầu An Đô là Thanh Viễn quận công.
Sang thu năm 560, Hầu Thiến dẫn quân Trần bắt đầu tiến hành giao chiến với quân Bắc Chu và quân Tây Lương ở vùng Hồ Nam ngày nay- khu vực Tây Lương đã đoạt được khi Tiêu Trang chạy sang Bắc Tề, cuối cùng đã đoạt được lãnh thổ này. Để tìm kiếm hòa bình, Bắc Chu đã đề nghị trả Trần Húc về Trần, Trần Vũ Đế hài lòng và đã đề xuất lấy thành Lỗ Sơn (魯山, nay thuộc Vũ Hán, Hồ Bắc) để trao đổi. Trần Húc trở về Trần vào năm 562 và trở thành một quan viên chủ chốt trong triều đình của Trần Văn Đế. Thoạt đầu, Bắc Chu tiếp tục giữ lại thê tử của Trần Húc: Liễu Kính Ngôn và Trần Thúc Bảo, song sau khi tiếp tục thương thảo, Bắc Chu cũng đã phóng thích họ.
Trong khi đó, Trần Văn Đế bắt đầu suy tính đến vấn đề các thế lực cát cứ, muốn đoạt lấy các khu vực nay là Giang Tây, Phúc Kiến và phần lớn Chiết Giang. Một trong số các quân phiệt cát cứ chủ chốt tại Trần là Chu Địch, căn cứ của người này nằm ở Lâm Xuyên (臨川, nay thuộc Phủ Châu, Giang Tây; xuân năm 562, Trần Văn Đế đã triệu Chu Địch đến Bồn Thành (湓城, nay thuộc Cửu Giang, Giang Tây). Chu Địch đã khước từ, và sau đó đã tiến đánh tướng Chu Phu (周敷) của triều đình song thất bại. Trần Văn Đế phái Ngô Minh Triệt đem quân đi đánh Chu Địch và phái Hầu An Đô đi đánh một quân phiệt khác là Lưu Dị (留異)- người kiểm soát khu vực nam bộ Chiết Giang ngày nay. Sang hè năm 562, Hầu An Đô đánh bại Lưu Dị, buộc người này phải chạy đến chỗ nữ tế Trần Bảo ứng (陳寶應)- người kiểm soát Phúc Kiến ngày nay. Tuy nhiên, Ngô Minh Triệt đã không thể ngay lập tức đánh bại Chu Địch, Trần Văn Đế đã cho Trần Húc thay thế thống lĩnh quân đi đánh Chu Địch. Đến xuân năm 563, quân Chu Địch sụp đổ, người này cũng chạy đến chỗ Trần Bảo Ứng. Trần Bảo Ứng-Lưu Dị-Chu Địch đã hợp lại với nhau chống quân của Trần Văn Đế và chuẩn bị để phản kích. Ngay sau đó, Chu Địch bắt đầu tiến hành một chiến dịch du kích, còn Trần Bảo Ứng và Lưu Dị trấn thủ thành Tấn An (晉安, nay thuộc Phúc Châu, Phúc Kiến)- trị sở của Trần Bảo Ứng.
Trong khi đó, Trần Văn Đế trở nên ngày càng giận dữ và nghi ngờ về sự ngạo mạn của Hầu An Đô và việc Hầu che chở cho các thuộc hạ có hành động xấu. Sang hè năm 563, Trần Văn Đế đã cho bắt Hầu An Đô và buộc Hầu An Đô phải tự sát.
Vào hè năm 564, sau một vào trận thắng, Chu Địch đã lừa và ám sát tướng Chu Phu. Tuy nhiên, tướng Chương Chiêu Đạt (章昭達) của triều đình đã chiếm được Tấn An. Trần Bảo Ứng và Lưu Dị chạy trốn song đã bị bắt và bị hành quyết. Đến thu năm 565, tướng triều đình là Trình Linh Tẩy đã có thể đánh bại Chu Địch, bản thân Chu Địch bị tướng sĩ của mình phản bội và sát hại. Trần Văn Đế cũng tiêu diệt các thế lực Âu Dương Vị ở Quảng châu, Đinh Vu Lượng ở Quế châu, thống nhất phần lớn quốc gia.
Đến hè năm 566, Văn Đế lâm bệnh. Lo sợ rằng Thái tử Bá Tông có tính cách yếu đuối và không thể cai trị thành thạo, Trần Văn Đế đã quyết định truyền ngôi cho Trần Húc. Trần Húc từ chối, Khổng Hoán (孔奐) cũng phản đối. Do đó, Trần Văn Đế đã lập Trần Bá Tông làm thái tử, song giao phó các vấn đề quan trọng cho Trần Húc, Khổng Hoán, Đáo Trọng Cử (到仲舉), Viên Xu (袁樞), và Lưu Sư Tri (劉師知). Ông qua đời ngay sau đó, Thái tử Bá Tông đăng cơ, tức Trần Phế Đế.

## Niên hiệu
Niên hiệu trong thời kỳ trị vì của ông là:
- Thiên Gia (天嘉) 560-566
- Thiên Khang (天康) 566.

## Nhận định
Nhận xét về Văn Đế trong Trần thư:
| “ | Thế Tổ lớn lên trong thời khó khăn, nên thấu hiếu những khó khăn của dân chúng. Ông quan tâm đến mọi việc và thẳng thắn. Mỗi đêm, ông lệnh cho người hầu mở cửa phòng mang các sớ tấu trình đến để ông có thể xem lại các văn bản đó. Những lính gác cũng được lệnh, khi họ đổi phiên, ném các vật nặng lên bậc thềm để tiếng động đó làm ông thức giấc. | ” |

Văn Đế xứng đáng nối cơ nghiệp của Trần Bá Tiên, đánh bại Liên quân Bắc Tề - Vương Lâm và nhiều lực lượng cát cứ khác ở Giang Nam, mở đất đến Tây Thục.

## Gia đình

### Thê thiếp
- Văn hoàng hậu Thẩm Diệu Dung, lập năm 559, hạ sinh Bá Tông và Bá Mậu
- Nghiêm thục viên (?- 587), sinh Bá Sơn và Bá Cung
- Phan dung hoa, sinh Bá Cố
- Lưu chiêu hoa, sinh Bá Tín
- Vương sung hoa, sinh Bá Nhân
- Trương tu dung, sinh Bá Nghĩa
- Hàn tu hoa, sinh Bá Lễ
- Giang quý phi, sinh Bá Trí
- Khổng quý phi, sinh Bá Mưu

### Nhi tử
- Trưởng tử Trần Bá Tông (陳伯宗), được lập làm Thái tử năm 559, sau là Trần Phế Đế
- Thứ tử Trần Bá Mậu (陳伯茂), được phong là Thủy Hưng vương năm 559. Năm 568, bị Trần Tuyên Đế biếm thành Ôn Ma hầu và sát hại.
- Tam tử Trần Bá Sơn (陳伯山), được phong là Bà Dương vương năm 560, mất năm 589
- Tứ tử mất sớm
- Ngũ tử Trần Bá Cố (陳伯固), được phong là Tân An vương năm 565, tử trận năm 582
- Lục tử Trần Bá Cung (陳伯恭), được phong là Tấn An vương năm 565
- Thất tử Trần Bá Tín (陳伯信), được phong là Hành Dương vương năm 560, bị Đông Hành châu thứ sử Vương Dũng ám sát năm 589
- Bát tử Trần Bá Nhân (陳伯仁), được phong là Lư Lăng vương vào năm 565
- Cửu tử Trần Bá Nghĩa (陳伯義), được phong là Giang Hạ vương năm 565
- Thập tử Trần Bá Lễ (陳伯禮), được phong là Vũ Lăng vương năm 565
- Thập nhất tử mất sớm
- Thập nhị tử Trần Bá Trí (陳伯智), được phong là Vĩnh Dương vương năm 568
- Thập tam tử Trần Bá Mưu (陳伯謀), được phong là Quế Dương vương năm 568

### Nhi nữ
- Phong An công chúa, hạ giá Lưu Trinh Thần (留貞臣)
- Phú Dương công chúa, hạ giá Hầu Tịnh Tàng (侯浄藏), tái giá Liễu Phán (柳盼)